# Anagyrus orbitalis
Anagyrus orbitalis är en stekelart som beskrevs av Timberlake 1941. Anagyrus orbitalis ingår i släktet Anagyrus och familjen sköldlussteklar. Inga underarter finns listade i Catalogue of Life.